# Зульцбахер, Райнхольд
Ра́йнхольд Зульцба́хер (нем. Reinhold Sulzbacher; 29 июля 1944, Лицен) — австрийский саночник, выступал за сборную Австрии в середине 1970-х — начале 1980-х годов. Участник двух зимних Олимпийских игр, чемпион Европы, трёхкратный обладатель Кубка мира, призёр многих международных турниров и национальных первенств.

## Биография
Райнхольд Зульцбахер родился 29 июля 1944 года в Лицене. Активно заниматься санным спортом начал в раннем детстве, проходил подготовку в местном одноимённом саночном клубе. На международном уровне дебютировал уже в возрасте пятнадцати лет, на юниорском чемпионате Европы в Вайсенбахе занял шестое место в одиночках и пятое в двойках. В 1970 году впервые побывал на взрослом европейском первенстве, на трассе шведского Хаммарстранда финишировал на двухместных санях седьмым. Спустя три года выступал на чемпионате Европы в немецком Кёнигсзе, где был девятнадцатым в одиночной программе и шестым в парной, а также на чемпионате мира в Оберхофе, где пришёл к финишу сорок четвёртым на одноместных санях и седьмым на двухместных. В двух последующих сезонах неизменно оставался в основном составе национальной сборной, ездил на первенства мира и Европы, однако попасть в число призёров ни разу не сумел.
Благодаря череде удачных выступлений в 1976 году удостоился права защищать честь страны на домашних Олимпийских играх в Инсбруке, занял здесь седьмое место среди одиночек и пятое среди двоек — в двойках его партнёром был титулованный Манфред Шмид. В 1977 и 1978 годах Зульцбахер близко подбирался к призовым позициям на всех крупнейших международных чемпионатах, тем не менее, до медалей каждый раз немного не дотягивал. В индивидуальном зачёте впервые проведённого Кубка мира расположился на шестой строке.
Первого серьёзного успеха в карьере добился в сезоне 1979/80, когда в паре с Гюнтером Леммерером стал обладателем Кубка мира в двойках. Их чемпионский экипаж прошёл отбор на Олимпийские игры 1980 года в Лейк-Плэсид, они планировали побороться здесь за медали, но в итоге заняли лишь девятое место. Поскольку в двойках результаты были выше, в дальнейшем Райнхольд Зульцбахер сконцентрировался исключительно на парной программе. Через год они с Леммерером вновь выиграли мировой кубок и финишировали четвёртыми на чемпионате мира в Хаммарстранде. В сезоне 1981/1982 австрийцы в третий раз подряд завоевали Кубок мира, подтвердив тем самым статус лучших саночников на планете. Помимо этого, одержали победу на чемпионате Европы в немецком Винтерберге. В 1983 году Зульцбахер занял девятое место на мировом первенстве в Лейк-Плэсиде, после чего в возрасте 40 лет принял решение завершить карьеру профессионального спортсмена.